# Edward Skill
Edward Skill,  född 23 juni 1831 utanför London, död 5 maj 1873 i Stockholm, var brittisk-svensk xylograf, verksam i Sverige, Spanien, Frankrike, England och Nordamerika.

## Biografi
Skill utbildade sig till xylograf i London och Paris och praktiserade därefter vid olika ritkontor i England, Spanien och Frankrike. Genom förmedling av Johan Fredrik Höckert och Fritz von Dardel anställdes han 1864 som xylograf, föreståndare  och ateljéchef för den planerade tidskriften Ny illustrerad tidning. Han var verksam vid tidningen ända från dess första nummer på nyåret 1865 fram till 1870. Vid tidskriftens ateljé etablerade hamn ett framgångsrikt samarbete med Höckert, Mårten Eskil Winge och Georg von Rosen samtidigt som han agerade lärare och utbildade ett flertal xylografer vid ateljén bland annat Ida Falander, som längre fram ledde tidningens xylografiska ateljé. 
För att inte tappa kontakten med den tekniska och konstnärliga utvecklingen i sitt yrke lämnade han 1870 befattningen som ateljéchef och återvände till London där han arbetade en tid vid Illustrated London News och några månader på en av de största xylografiska verkstäderna i USA. Under sin tid i Amerika drabbades han av en cancersjukdom och han återvände till Sverige 1872 med bruten hälsa. 
För Ny illustrerad tidning utförde han 32 gravyrer efter olika konstverk och 232 porträtt där han huvudsakligen själv tecknat förlagorna. 12 av hans porträtt återutgavs i Harald Wieselgrens Femtio porträtt med nekrologer 1880. Hans porträtt och andra träsnitt för tidningen, i ett mjukt och vårdat maner, vann också erkännande och han mottog 1866 den prismedalj som delades ut till Ny illustrerad tidnings ateljé från Nordiska utställningen i Stockholm.    
Han tilldelades Litteris et Artibus 1870.